# 小行星9247
小行星9247（英語：9247）是一颗围绕太阳公转的小行星。1998年6月23日，林肯近地小行星研究小组在索科罗发现了此天体。
这颗小行星的绝对星等为249.9714828023111等。